# Бичок-горлап
Бичок-горлап, або Бичок-головань каспійський (Ponticola gorlap), є Понто-Каспійським представником родини Бичкових (Gobiidae). Раніше відзначався як каспійський підвид бичка-голованя Ponticola kessleri.
Поширений в Каспійському морі, до 1977 року виявлявся в Волзі до Астрахані, але з 2000 року поширився до Іваньківського і Рибінського водосховищ. Також вселився в басейн річки Дон (чорноморський басейн) через Волго-Донський канал (вперше виявлений в 1972 році.). Дуже численний в Цимлянському водосховищі і нижньому Доні.